# Liane Carroll

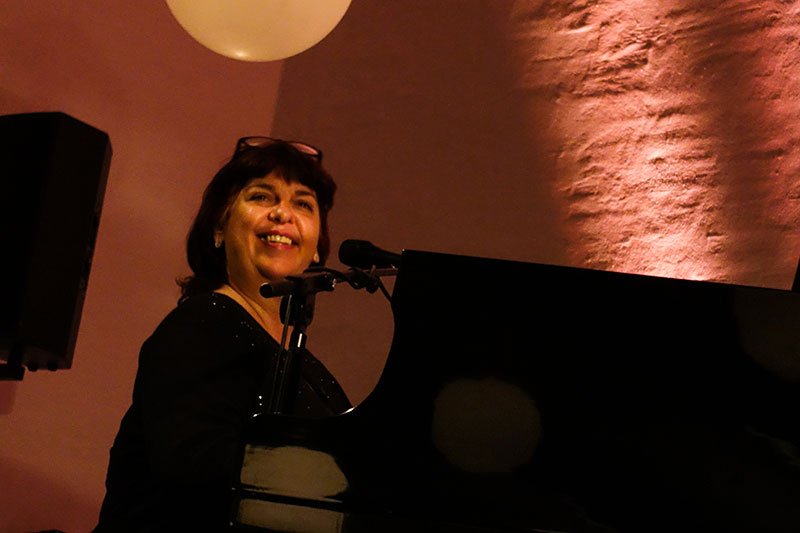
Liane Carroll (2017)

Liane Carroll (* 9. Februar 1964 in London) ist eine britische Jazzsängerin und Pianistin.
Liane Carroll arbeitete u. a. mit Paul McCartney, Gerry Rafferty, Jacqui Dankworth und Ladysmith Black Mambazo. Sie spielte außerdem als Sängerin und Keyboarderin in der Drum-and-Bass-Band London Elektricity. Sie tritt regelmäßig im Ronnie Scott’s Jazz Club in London auf und veröffentlichte eine Reihe von Alben als Solistin, u. a. Standard Issue (Splash Point, 2005) mit Bobby Wellins, John Parricelli und Ian Shaw. 2005 gewann sie den BBC Jazz Award als beste Vokalistin.